# Sun Comes Up
Sun Comes Up is een nummer van het Britse EDM-band Rudimental uit 2017, ingezongen door de Britse zanger James Arthur. Het is de eerste single van Rudimentals aankomende derde studioalbum Toast to Our Differences.
Met "Sun Comes Up" maakte Rudimental een comeback na een pauze van twee jaar. Het nummer moest de grote comebackhit worden, maar voldeed toch niet bepaald aan de verwachtingen van de band. Hoewel het in het Verenigd Koninkrijk de 6e positie behaalde, werd het in de rest van Europa slechts een klein hitje. In Nederland bleef het bijvoorbeeld steken op een 3e positie in de Tipparade, en in Vlaanderen haalde het nummer de eerste positie in de Tipparade.